# Bisdom Buenaventura
Het bisdom Buenaventura (Latijn: Dioecesis Bonaventurensis) is een rooms-katholiek bisdom met als zetel Buenaventura, in Colombia. Het bisdom is suffragaan aan het aartsbisdom Cali. 

## Geschiedenis
Het bisdom werd opgericht op 14 november 1952, als het apostolisch vicariaat Buenaventura, uit delen van het bisdom Cali en de apostolische prefectuur Tumaco. Op 30 november 1996 werd het verheven tot bisdom.

## Parochies
Het bisdom had in 2020 een oppervlakte van 6.297 km2 en telde 426.300 inwoners waarvan 96,5% rooms-katholiek was.

## Bisschoppen
- Gerardo Valencia Cano (24 maart 1953 - 21 januari 1972)
- Heriberto Correa Yepes (29 januari 1973 - 30 november 1996)
- Rigoberto Corredor Bermúdez (30 november 1996 - 19 december 2003)
- Héctor Epalza Quintero (29 april 2004 - 30 juni 2017)
- Rubén Darío Jaramillo Montoya (30 juni 2017 - heden)

## Galerij van afbeeldingen

Wapen van het bisdom Buenaventura

Cali (aartsbisdom) · Buenaventura · Buga · Cartago · Palmira